# Marcelo Salazar Filho
Marcelo Salazar Filho (Recife, 27 de julho de 1978), mais conhecido como Marcelinho Salazar, é ex-jogador de futsal e treinador de futebol pernambucano.

## Carreira

### Como jogador
Foi bicampeão pernambucano de futsal (1999 e 2000). Na Europa, jogou na Bélgica e na Espanha, onde ganhou vários títulos. Naturalizou-se português, tendo feito 50 jogos pela Seleção de Portugal. Fez parte da seleção portuguesa na Copa do Mundo de 2004. Parou de jogar futsal em 2012, quando estava no Kuwait.

### Como treinador e diretor
Após a sair se aposentar do futsal, fez os cursos de qualificação da CBF, que forma treinadores de futebol. Em 2015, trabalhou como assistente técnico na seleção dos Emirados Árabes Unidos.
Em outubro de 2018, foi para Arábia Saudita para trabalhar no Al-Faisaly como assistente técnico do Péricles Chamusca. Em julho de 2021, foi trabalhar como auxiliar de Mano Menezes no Al-Nassr. Em dezembro de 2021, a convite do presidente do clube, assumiu a função de diretor executivo de futebol.